# Sibylle Knauss

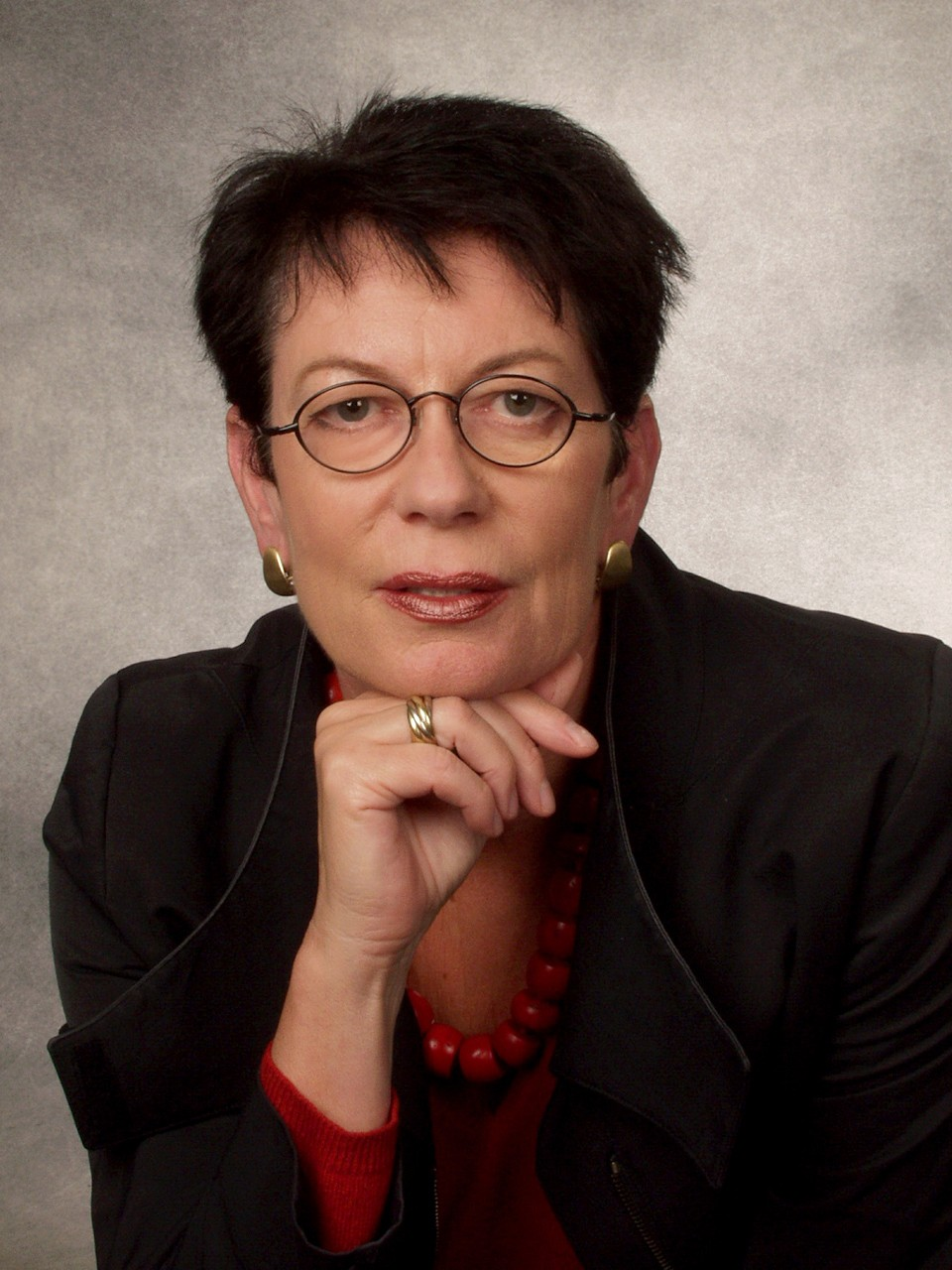
Porträt Sibylle Knauss

Sibylle Knauss (* 5. Juli 1944 in Unna) ist eine deutsche Schriftstellerin.

## Biografie
Knauss studierte Germanistik, Anglistik und Theologie in München und Heidelberg. Ab 1970 war sie im gymnasialen Schuldienst tätig, seit 1981 arbeitet sie als freie Autorin. Über 20 Jahre lebte und arbeitete sie in der saarländischen Mittelstadt St. Ingbert. Sibylle Knauss ist Autorin zahlreicher Romane. Neben ihrer schriftstellerischen Tätigkeit war sie 1992 bis 2012 als Professorin an der Filmakademie Baden-Württemberg (Ludwigsburg) im Bereich „Drehbuch“ tätig. Sie ist Mitglied des PEN-Zentrums Deutschland. Sibylle Knauss lebt in Remseck nahe Stuttgart.

## Preise und Auszeichnungen
Bereits ihr erstes Werk Ach Elise oder Lieben ist ein einsames Geschäft wurde 1982 mit dem Preis der Neuen Literarischen Gesellschaft in Hamburg ausgezeichnet.
Den Bestseller Evas Cousine wählte die New York Times im Jahr 2002 unter die „Books of the Year“.
Im Juli 2006 wurde Sibylle Knauss der „Kunstpreis des Saarlandes (Literatur)“ zugesprochen. Die Jury urteilte: „Besonders erwähnenswert ist die klare Komposition ihrer Romane. Ihre großen Themen sind vorzüglich recherchiert, man muss Sibylle Knauss eine hervorragende literarische Bearbeitung ihrer Stoffe attestieren. Sie wählt für ihre Romane konsequent überwiegend historische Frauenfiguren, deren Lebenswege sie in besonderer Weise beschreibt. Dabei ist die Sprache Sibylle Knauss’ frei von ideologischem Ballast, ihre Romane lesen sich mit Genuss.“ Der saarländische Kultusminister Jürgen Schreier bezeichnete Knauss als „eine hervorragende literarische Botschafterin unseres Landes“.
Von der Landesarbeitsgemeinschaft Kommunale Frauenbeauftragte im Saarland wurde Sibylle Knauss im Jahre 2007 in der Liste „50 bedeutende Saarländerinnen“ aufgeführt.

## Rezensionen
„Knauss’ Talent erweist sich immer wieder in der gelungenen Kombination von Fakten und Fiktion. So auch in Eden. Hier zeigt sie sich als Meisterin des biographischen Romans. Seine größten Stärken liegen nämlich im Lebensbild der Abenteurerin Mary Leakey. Darin funkeln Stil, Witz und Farbe“

## Veröffentlichungen (Auswahl)
- Ach Elise, oder, Lieben ist ein einsames Geschäft. Roman. Hoffmann & Campe, Hamburg 1981, ISBN 3-455-03860-3 (Elise Lensing)
- Das Herrenzimmer. Roman. Hoffmann & Campe, Hamburg 1983
- Erlkönigs Töchter. Roman. Hoffmann & Campe, Hamburg 1985
- Charlotte Corday. Roman. Hoffmann & Campe, Hamburg 1988
- Ungebetene Gäste. Roman. Droemer Knaur, München 1991 ISBN 3-455-03864-6
- Schule des Erzählens – ein Leitfaden. Fischer TB, Frankfurt 1995 ISBN 3-596-12885-4;
  - überarb. Neuaufl.: Schule des Erzählens. Ein Leitfaden für Roman- und Drehbuchautoren. Autorenhaus, Berlin 2006 ISBN 3-86671-011-9
- Die Nacht mit Paul. Roman. Droemer Knaur, München 1996 ISBN 3-426-65103-3
- Die Missionarin. Roman. Hoffmann & Campe, Hamburg 1997 ISBN 3-455-03866-2
- Evas Cousine. Roman. Claassen, München 2000 ISBN 3-546-00236-9
- Füße im Feuer. Roman. Claassen, Hamburg 2003 ISBN 3-546-00288-1
- Die Marquise de Sade. Roman. Hoffmann & Campe, Hamburg 2006, ISBN 3-455-03867-0
- Eden. Roman. Hoffmann & Campe, Hamburg 2009 ISBN 978-3-455-40144-8
- Fremdling. Roman. Hoffmann & Campe, Hamburg 2012 ISBN 978-3-455-40358-9
- Das Liebesgedächtnis. Roman. Klöpfer & Meyer, Tübingen 2015 ISBN 978-3-86351-092-3
- Der Gott der letzten Tage. Roman. Klöpfer & Meyer, Tübingen 2017 ISBN 978-3-86351-440-2
- Eine unsterbliche Frau. Roman. Klöpfer, Narr, Tübingen 2019 ISBN 978-3-7496-1003-7
- Der Glaube, die Kirche und ich. Alfred Kröner Verlag, Stuttgart 2022 ISBN 978-3-520-72201-0